# Hydroglyphus marmottani
Hydroglyphus marmottani är en skalbaggsart som först beskrevs av Guignot 1941.  Hydroglyphus marmottani ingår i släktet Hydroglyphus och familjen dykare. Inga underarter finns listade i Catalogue of Life.